# 松下Lumix DC-S5II/S5IIx
松下Lumix DC-S5II/S5IIx是松下于2023年1月4日发布的全画幅无反光镜可换镜头相机，使用徕卡L卡口，该型号是松下Lumix DC-S5的后继机型，也是松下Lumix系列首款采用相位对焦技术的微单相机。

## 技术规格
相较于上一代产品，S5II/S5IIx具有以下改进
- 首次引入相位对焦技术，具有779个相位对焦点[a]
- 最高可拍摄5952 × 3968/30p规格的4:2:0 10-bit视频
- 无限时录制4K/60p规格的4:2:2 10-bit视频
- 连拍速度提升至最高每秒9张
- 取景器像素提升至368万
- 双SD卡槽最高支持至UHS-II
- 军舰部内置散热风扇
- 使用标准尺寸HDMI接口

S5IIx是S5II的视频功能加强版本，具有以下特性
- 机内All-Infra格式以及ProRes格式视频录制[b]
- HDMI RAW输出[c]
- USB-SSD外部存储
- 有线/无线流媒体传输
- 全黑色机身

## 限量版
为纪念厦门工厂成立30周年，松下于2023年10月23日推出S5II“黑金限量版”，全球限量500台。

## 图集

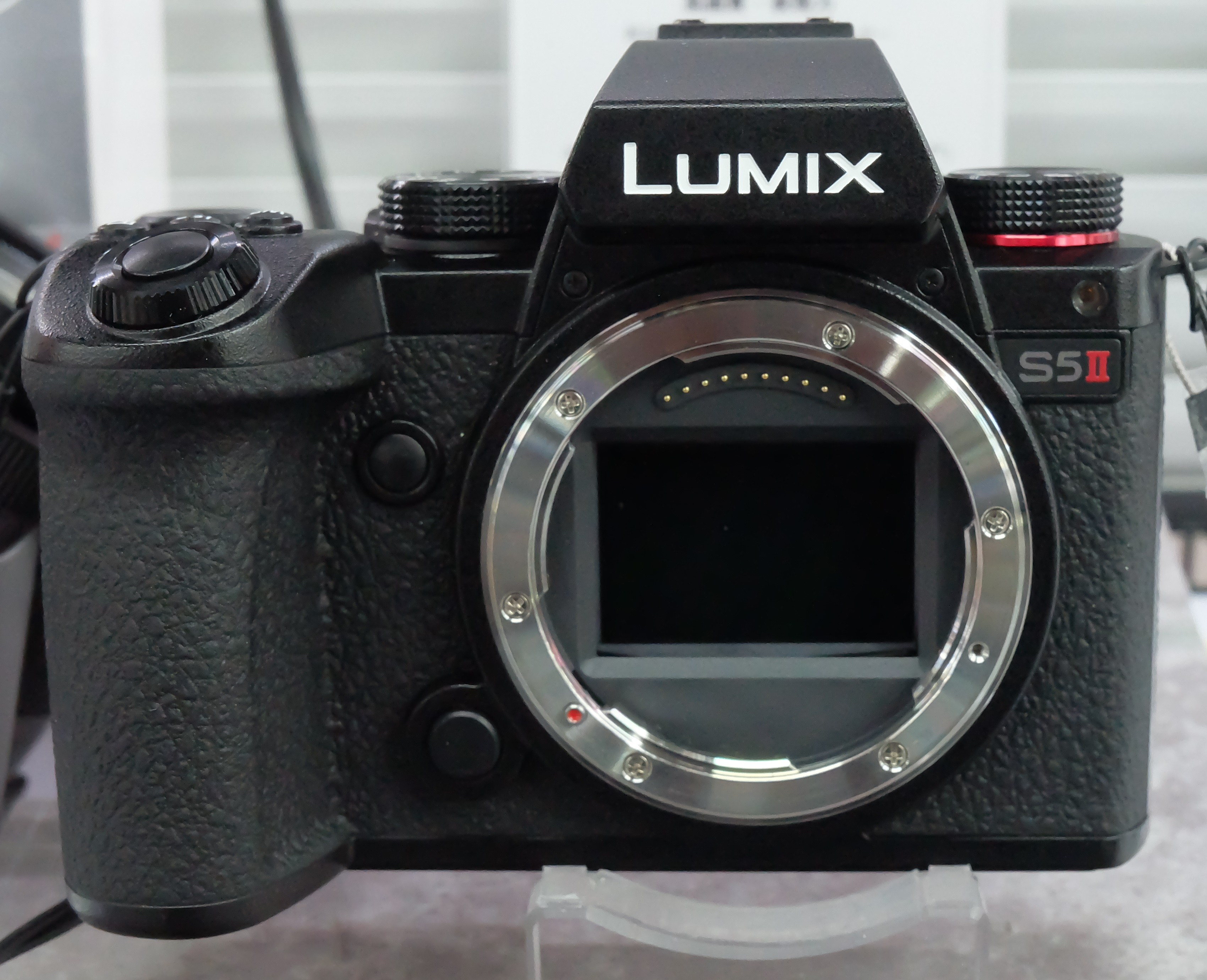
S5II机身
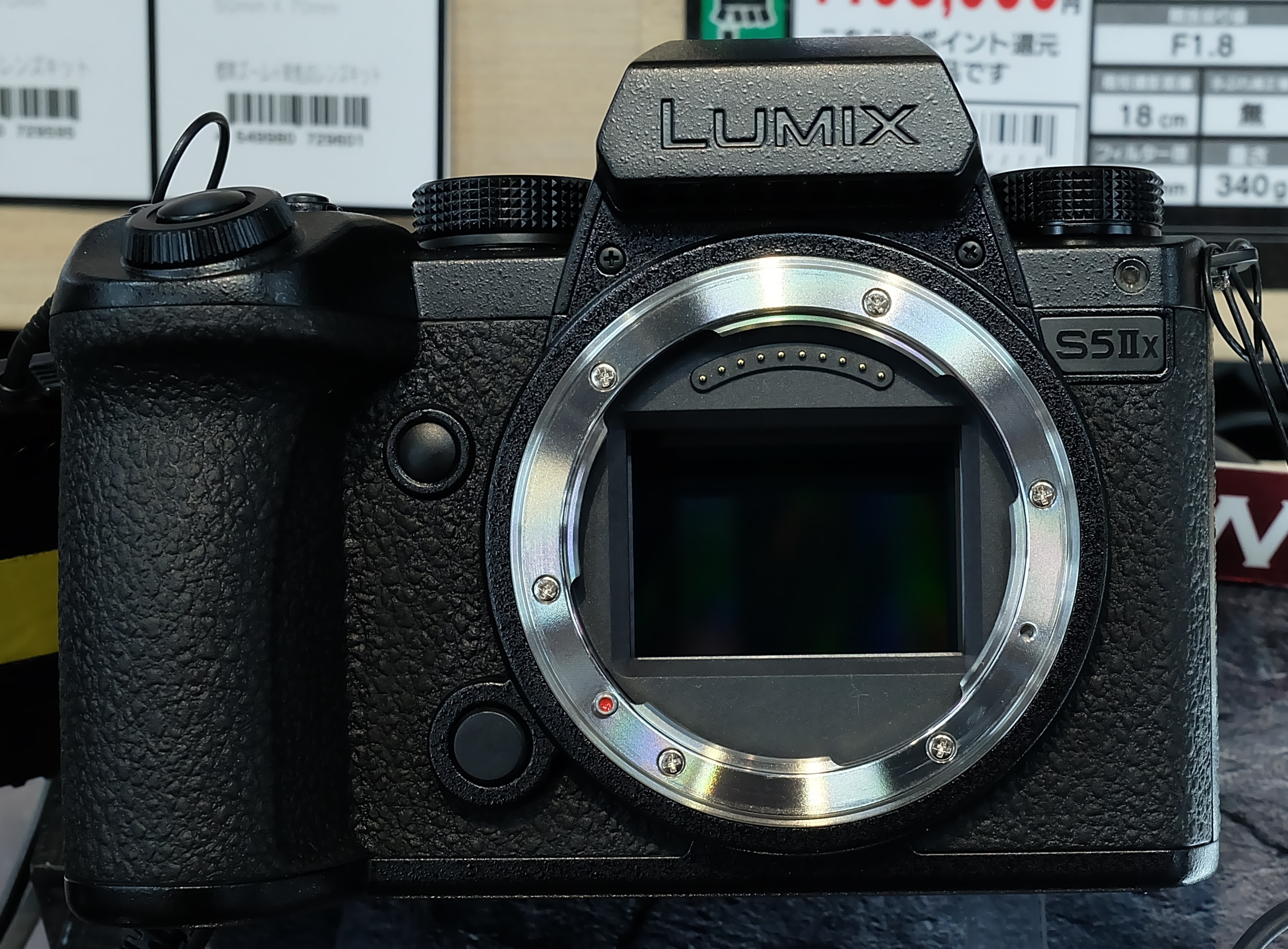
S5IIx机身，采用全黑色设计
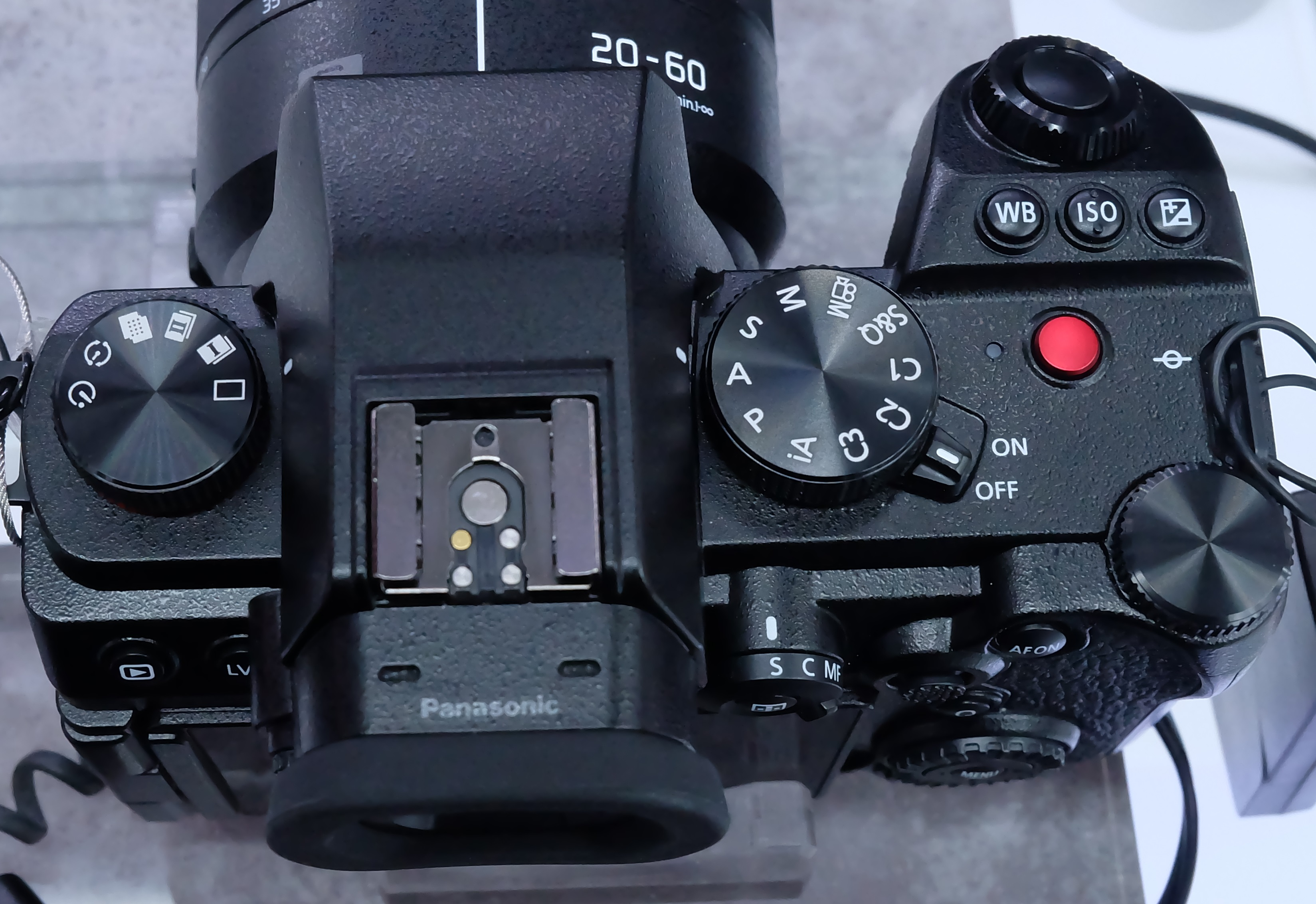
S5II机顶
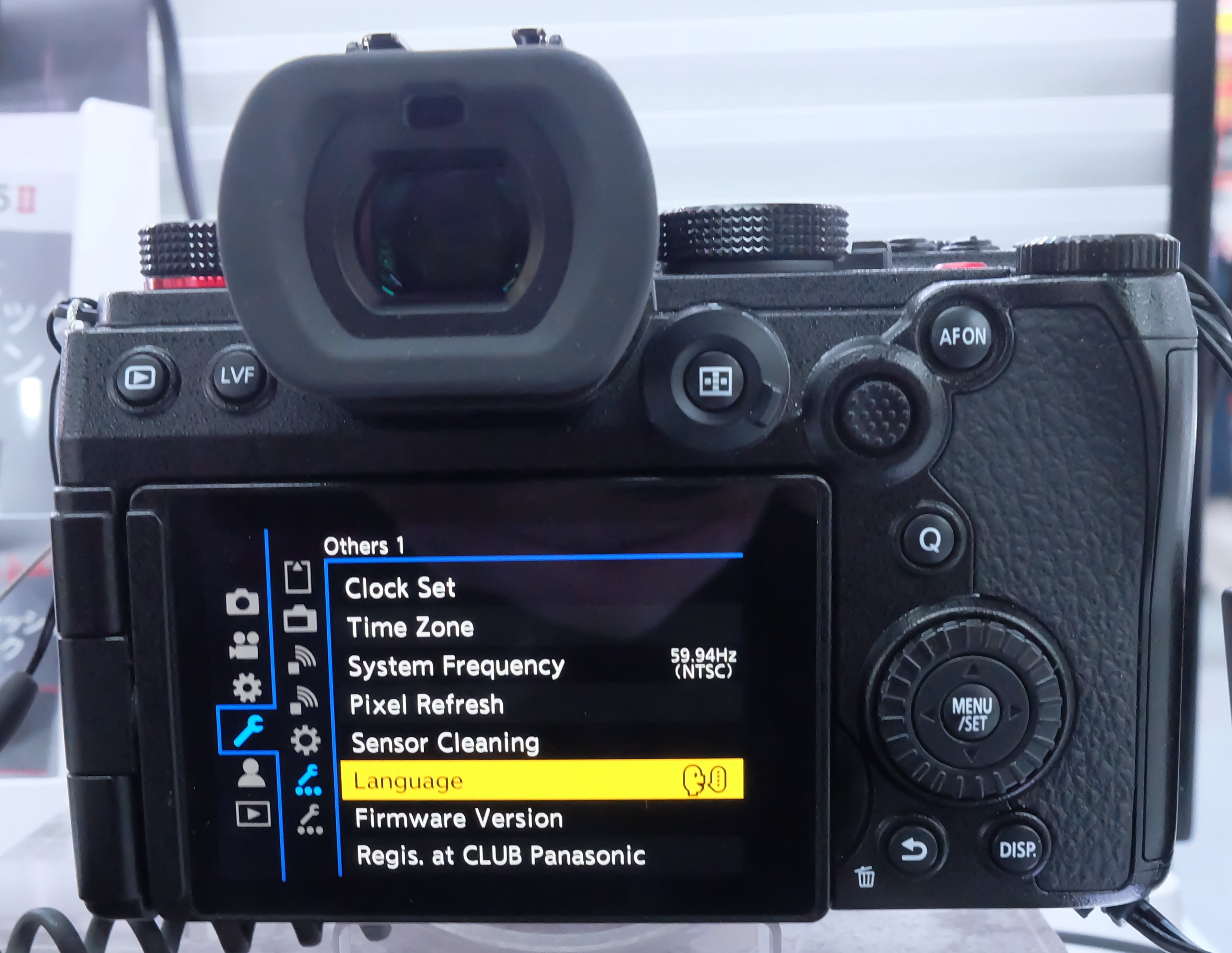
S5II背面